# (2397) Lappajärvi
(2397) Lappajärvi ist ein Asteroid des Hauptgürtels, der am 22. Februar 1938 von dem finnischen Astronomen Yrjö Väisälä in Turku entdeckt wurde.
Der Name des Asteroiden ist von dem See Lappajärvi in der gleichnamigen finnischen Gemeinde abgeleitet.